# Isidora Sekulić
Isidora Sekulić (serbiska: Исидора Секулић), född 16 februari 1877 i Mošorin, död 5 april 1958, var en serbisk författare, essäist, översättare, konstkritiker och kvinnosakskämpe. Hon har kallats för ”Serbiens första kvinnliga författare”.
Sekulić föddes i Mošorin i Vojvodina, som då var en del av Österrike-Ungern. Hennes familj bestod av modern Ljubica Sekulić, fadern Danilo Sekulić och den äldre brodern Predrag Sekulić, som alla dog i tuberkulos. Hon växte upp i staden Zemun, som idag är en del av Belgrad. Hon gick i skolan i Novi Sad och Sombor och utbildade sig sedan till lärare i Budapest, varifrån hon tog examen 1892. Hon arbetade sedan som lärare i Pančevo, Šapca och Belgrad och i Pančevo var hon även föreståndare för en flickskola. Hon tog doktorsexamen i Tyskland 1922 och pensionerades 1931.
Sekulić var grundare, sekreterare och hedersmedlem av den jugoslaviska avdelningen av PEN International. 14 november 1950 blev hon som första kvinnliga akademiker invald i den serbiska vetenskapsakademin. Hon var även en av grundarna av Društvo za prosvećivanje žene i zaštitu njenih prava (Förbundet för kvinnors upplysning och skydd för deras rättigheter). Från början av 1900-talet var hon engagerad i Kolo srpskih sestara (Kretsen av serbiska systrar) och i den serbiska kvinnorättsrörelsen i stort och agiterade för bl.a. kvinnlig rösträtt och en stärkt ställning för landets kvinnor.
Som en följd av Balkankrigen 1912-1913 reste Sekulić till Norge, där hon företog en resa från Oslo till Finnmark via Bergen. Detta resulterade i reseskildringen Pisma iz Norveške (Brev från Norge) som gavs ut 1914. En av hennes främsta verk är novellsamlingen Kronika palanačkog groblja från 1940 som på ett banbrytande sätt skildrade starka kvinnliga karaktärer och kritiserade det patriarkala samhället. I verket Analitički trenuci i Teme från 1941, som gavs ut i tre band, finns hennes essäer och artiklar samlade.